# Ґілювка-Ґурна
Ґілювка-Ґурна (пол. Gilówka Górna) — село в Польщі, у гміні Ілув Сохачевського повіту Мазовецького воєводства.
Населення — 88 осіб (2011).
У 1975-1998 роках село належало до Плоцького воєводства.

## Демографія
Демографічна структура станом на 31 березня 2011 року:
|          | Загалом | Допрацездатний вік | Працездатний вік | Постпрацездатний вік |
| -------- | ------- | ------------------ | ---------------- | -------------------- |
| Чоловіки | 43      | 9                  | 27               | 7                    |
| Жінки    | 45      | 10                 | 23               | 12                   |
| Разом    | 88      | 19                 | 50               | 19                   |